# Joakim Wulff
Joakim Wulff (* 6. Februar 1979 in Halmstad) ist ein schwedischer Fußballspieler. Der Torwart debütierte 2008 im schwedischen Profifußball.

## Werdegang
Wulff entstammt der Jugend des Veinge IF. 1998 schloss er sich dem Amateurverein Laholms FK an, für den er in der vierten Spielklasse antrat. Ende November 2007 gab der Zweitligist Falkenbergs FF die Verpflichtung des auch von mehreren Erstligisten beobachteten Torhüters bekannt, der einen Drei-Jahres-Vertrag unterzeichnete. Obwohl er als zweiter Torwart nur drei Ligaspiele bestritten hatte, wechselte er nach nur einer Spielzeit in der Superettan in die Allsvenskan. Trainer Magnus Haglund, mit dem er bereits bei Laholms FK gearbeitet hatte, holte ihn nach dem Abgang von Stammtorhüter Johan Wiland zu IF Elfsborg, wo er als Ersatztorhüter von Abbas Hassan fungieren sollte. Zu Beginn des Jahres verpflichtete der Klub mit dem Australier Ante Covic einen weiteren Torhüter, hinter dem Wulff sich als Nummer 2 etablierte und den er zeitweise im Tor ersetzte. Später kam mit dem dänischen Nationaltorhüter Jesper Christiansen weitere namhafte Konkurrenz, so dass er nach zwei Spielzeiten den Verein wechselte: Im Januar 2011 unterzeichnete er einen Drei-Jahres-Kontrakt beim Zweitligisten Östers IF. Bei seinem neuen Verein etablierte er sich als Stammtorhüter und verpasste mit der Mannschaft um Patrik Bojent, Davíð Þór Viðarsson und Freddy Söderberg am Ende der Zweitliga-Spielzeit 2011 als Tabellenvierter – mit 28 Gegentoren stellte der Klub die beste Defensive der Liga – nur knapp den Aufstieg in die Allsvenskan.